# 人和村 (南投縣)
人和村（布農語：Langdun）是臺灣南投縣信義鄉的一個村，位於該鄉北部濁水溪流域，東北依水里鄉與明德村，西接雙龍村與東埔村，南鄰豐丘村。村內有人倫等聚落。

## 交通動線
- 人和波石聯絡道路（人倫橋、羅羅格橋）
- 人倫林道

## 設施與景點

### 人和
由日治時期的ランルン社（人倫）、イリト社（伊里渡）、ピシテボアン社與ランダイ社（巒大）四部落所組成。
| - 南投縣政府警察局信義分局人倫派出所 - 南投縣立人和國民小學 - 臺灣基督長老教會中布中會人倫教會 - 天主教臺灣教省臺中教區人和教會 - 中華臺灣基督教曠野協會南投區會安平教會 | - 人和壘球場 - 洽波石 - 臺灣基督長老教會中布中會雙豐教會 - 人倫苗圃 - 巒安堂（巒大林區管理處人倫工作站） |

#### 人倫
1929年由ランルン社（人倫）、バフル社與トンコ社所組成。

## 自然景觀
| - 濁水溪 - 卓棍溪 - 郡坑溪 | - 足鉾安山 - 土濁山 - 西巒大山 - 金子山 |